# Amischotolype hookeri
Amischotolype hookeri là một loài thực vật có hoa trong họ Commelinaceae. Loài này được (Hassk.) H.Hara mô tả khoa học đầu tiên năm 1966.